# Mateo I Visconti
Mateo Visconti el Grande, o Mateo Magno Visconti (Invorio, 15 de agosto de 1250 - Milán, 24 de junio de 1322), fue un noble italiano que fue señor de Milán, sucediendo a su tío-abuelo Otón Visconti.
Su padre era Teobaldo (o Tibaldo) Visconti, muerto decapitado en Gallarate en 1276. Teobaldo era hijo de un hermano de Otton Visconti, Obizzo, señor de Massino, Albizzate y Besnate. Su madre, Anastasia Pirovano, tal vez era sobrina del cardenal Uberto Pirovano, arzobispo de Milán.

## Ascenso al poder y derrota de los Visconti
Mateo fue hombre de armas y sirvió fielmente a su tío-abuelo en las luchas que este libró para hacerse con el poder en la ciudad de Milán. Contaba con 37 años cuando su tío-abuelo el arzobispo le nombró capitán del pueblo en diciembre de 1287. Será confirmado en el cargo dos años después y, en 1291, el Consejo General de la ciudad le nombrará señor de Milán sin que existiera un verdadero mandato oficial del Rey de los Romanos, Rodolfo I. En mayo de 1294, un correo del emperador le nombra vicario general para Lombardía.
En 1295, a la muerte de Otón, empieza un periodo de batallas para hacerse con el poder en Milán entre los seguidores del vicario imperial, los gibelinos, y los güelfos, partidarios del papa y apoyados por el pueblo, conducidos por los della Torre. No sin dificultades Mateo se mantuvo al frente de la ciudad hasta junio de 1302, en que tuvo que enfrentarse a una liga que agrupaba a los partidarios de los della Torre milaneses y a los enemigos de los Visconti de las ciudades de Cremona, Pavía, Piacenza, Novara, Vercelli, Lodi, Crema y Montferrato, dirigida por Alberto Scotti. Estos llevaban un ejército de 10 000 hombres y le obligan a exiliarse. La residencia milanesa de los Visconti fue saqueada y destruida. Los Torriani supervivientes regresan a la ciudad, siendo nombrado señor de Milán Guido della Torre, sobrino del último della Torre que gobernó Milán. Mateo permaneció exiliado varios años en Nogarola (Motteggiana), como huésped de los Scaligeri de Verona.

## Intervención de Enrique VII
En noviembre de 1310, Mateo se encuentra con el Rey de los Romanos Enrique VII en Asti (Saboya) y consigue de él una delegación para buscar la paz en Lombardía. El 4 de diciembre, se firma un acuerdo entre Mateo y el arzobispo Cassono della Torre: deciden repartir los cargos y el poder entre ambas familias. Entre diciembre de 1310 hasta febrero de 1311, Enrique VII, que mientras tanto ha sido coronado Rey de Italia el 6 de enero, trata de buscar lugares de encuentro entre los güelfos della Torre y los gibelinos Visconti. Pero el 13 de febrero, soldados alemanes de Enrique VII se topan con miembros de la familia della Torre con las armas en la mano. Se producen luchas entre las tropas del rey y los partidarios de los della Torre y estos últimos son expulsados de la ciudad. Enrique VII vuelve a replantearse sus alianzas milanesas. Renuncia al apoyo de los Visconti o los della Torre y prefiere reclutar en las calles a unos cuantos ciudadanos que se reúnen en la Sociedad de los Fieles y juran fidelidad al rey.

## Mateo Visconti, vicario imperial
El 13 de julio de 1311, el Emperador vendió a Mateo el cargo de vicario imperial para Milán. Mateo, de nuevo dueño de Milán, no consigue sin embargo librarse de los della Torre. Se organiza una liga gibelina que incluye las ciudades fieles al Emperador: Milán, Como, Novara, Vercelli, Bérgamo, Brescia, Lodi, Cremona, Piacenza. 
Las tropas güelfas de Passerino della Torre son derrotadas en marzo de 1312 en Soncino.
Luego, el 29 de junio de 1312, Enrique VII es coronado Emperador por el papa Clemente V. Será durante un cortísimo periodo, ya que muere el 24 de agosto de 1313 en Buonconvento en Toscana y Roberto de Anjou, rey de Nápoles, es proclamado duque de Milán por la liga güelfa; será nombrado vicario pontificio de Lombardía en marzo del año siguiente por el papa francés que morirá en abril. Prosiguen las escaramuzas, los della Torre siguen acosando a las tropas milanesas, toman al asalto ciudades, incitan a la rebelión. Los fieles a los gibelinos y los hijos de Mateo luchan a brazo partido para restablecer el orden. En 1313, en las batallas de Gaggiano y Rho, cerca de Pavía los della Torre son derrotados. En 1314, tiene lugar el ataque y saqueo de la abadía de Morimondo al que siguió el ataque y asedio frustrado de Piacenza por los della Torre y la toma de Tortona por Marco Visconti, segundo hijo de Mateo, que expulsa a los angevinos. En 1315, Marco Visconti derrota al senescal angevino junto al río Scrivia, cerca de Voghera, Uguccione della Faggiuola, ayudado por Marco y Luchino Visconti, derrota a los güelfos toscanos ya al rey Roberto de Anjou en Montecatini Terme, Esteban Visconti entra por sorpresa en Pavía para retirarse después y por último, Marco Visconti ocupa Alessandria y poco después Verceil. En 1316, en Parma, una revuelta popular expulsa al güelfo Giberto de Correggio, vicario angevino y un nuevo papa, Juan XXII, también francés, es elegido y parece decidido a expulsar a los gibelinos del norte de Italia.

## La lucha con el papado
1317 y los años siguientes serán años de duras pugnas entre Mateo y el papado. Empieza la guerra de las excomuniones. El papa envía dos emisarios a las ciudades gibelinas, empezando por Milán, Verona y Mantua, y en ellas presentan a sus señores la prohibición papal de usar el título de vicario imperial. En marzo, una bula del papa confirma esa prohibición a cualquiera que usara ese título si lo había otorgado el difunto Emperador Enrique VII. En agosto, Giovanni Visconti es elegido arzobispo de Milán por el Capitolio milanés pero el papa se niega a aceptar este nombramiento y nombra a un clérigo franciscano partidario de los della Torre, Aicardo Antimiani. En 1318, los obispos de Asti y de Como acusan a Mateo de herejía y lo excomulgan. El papa confirma la excomunión en abril y la extiende a los gibelinos Cangrande della Scala, señor de Verona y Passerino Bonacossi, señor de Mantua.

## Repercusiones en la República de Génova
Durante ese tiempo, las cuatro grandes familias de la República de Génova se disponen a enfrentarse. Por una parte los Grimaldi y los Fieschi, güelfos, próximos al rey Roberto de Anjou y por otra parte los Spínola y los Doria, gibelinos, cercanos a los Visconti. En marzo de 1318, los Doria, con la ayuda de Marco Visconti, tras tratar de sitiar Génova, toman Albenga y Savona y en mayo de 1318, proceden a sitiar Génova, asedio que se proseguirá hasta 1320. 

## El contraataque del Papa: el proceso contra Mateo Visconti
En 1319, un ejército compuesto de güelfos florentinos y boloñeses se apodera de Brescia y de Cremona. Luchino Visconti derrota al senescal angevino Hugues de Baux que deseaba apoderarse de Alessandria y que morirá allí.
En 1320 se inicia en la nueva sede papal (a partir de Juan XXII) de Aviñón un proceso contra Mateo en el que se le acusa de nigromancia para provocar la muerte del papa, con la complicidad de Dante Alighieri. Mateo se negará en septiembre a ir a Aviñón alegando su avanzada edad (70 años) y su mala salud.
En el terreno militar, Felipe de Valois, hijo del rey de Francia y futuro Felipe VI es reclamado por el papa para que acabe con las fuerzas pro-viscontinianas; se encuentra con las tropas lombardas en las orillas del Sesia, en agosto de 1320 pero ante el poder de éstas espera un mes y regresa a Francia.
El 15 de enero de 1321, Bonacosa, esposa de Mateo, muere. El tribunal de Aviñón dicta su sentencia en febrero y Mateo es condenado en rebeldía de sus acusaciones de necromancia. En diciembre, el papa solicita al arzobispo de Milán que incoe un nuevo proceso contra Mateo y su hijo Galeazzo por herejía.
La guerra sigue destrozando Lombardía. Marco Visconti, en abril, derrota a un ejército güelfo llegado en apoyo de Vercelli, sitiada y la ciudad se rinde inmediatamente. Sin embargo, Marco será rechazado en junio cerca de Asti por las tropas angevinas que se apoderarán de Valenza. Por su parte, Galeazzo Visconti asedia Crema y Cremona en septiembre y en noviembre, derrota a las tropes gibelinas de Piacenza y de Lodi en Borgo Val di Taro.

## Muerte de Mateo
Desde los inicios de 1322, parece que la Iglesia ha decidido acabar con los Visconti. El cardenal Bertrand du Poujet, el ángel de la paz (pacis angelus) del papa, legado dotado desde 1320 de poderes especiales para luchar contra los herejes en Lombardía, proclama, desde Asti, la santa cruzada contra los Visconti con reunión de los cruzados en Valenza. Tras esto, en marzo de 1322, la acusación de herejía se extiende a todos los hijos de Mateo y se envían 1465 citaciones para comparecer dirigidas a personas cercanas a los Visconti. El arzobispo de Milán, Aicardo Antimiani, condena a Mateo Visconti como hereje: se confiscan sus bienes y se anulan sus dignidades. Luego son los ciudadanos milaneses los que son acusados por la Inquisición y pierden bienes y derechos. Y en abril, Enrique de Habsburgo, hermano de Federico el Hermoso, se apodera de Brescia y luego gracias a las presiones y al dinero de Mateo y Cangrande della Scala regresa a Alemania en mayo.
A finales de mayo, Galeazzo dejó el gobierno de Piacenza a su esposa Beatriz y a su hijo Azzone para hacerse cargo del gobierno de Milán, que le confía Mateo antes de retirarse a Crescenzago. Poco duró su jubilación ya que un mes después, el 24 de junio de 1322, Mateo murió en Crescenzago, cerca de Milán (de hecho hoy es parte de esa ciudad), a los 74 años. Galeazzo fue nombrado capitán del pueblo por un año.

## Descendencia
En agosto de 1269, Mateo se había casado con Bonacosa Borri, hija del capitán Squarcino Borri (Invorio, 1235 - Milán, 1277), señor milanés, y su esposa Antonia de Burri (Milán, 1236 - ?) y hermana de Francesco Borri (Milán, 1258 - ?), decurión de la villa de Milán, padre de Pietro Giorgio Borri, general milanés, y abuelo paterno de Cristoforo Borri (Milán, 1370 -?), censor; nieta paterna de Lanfranco Borri (c. 1213 - ?), bisnieta de Benedetto Borri (c. 1200 - ?) y de su esposa Lanzo Burro, trisnieta de Domenico Borri (c. 1185 - ?) y tataranieta de Ghizzo Borri. Tuvieron diez hijos: 
- Floramonda casada con Guido Mandelli, conde de Maccagno
- Galeazzo I, sucesor de Mateo como señor de Milán
- Caterina casada con Alboino I della Scala, señor de Verona
- Zaccarina, casada con Ottone Rusconi de Como
- Marco, llamado Balatrone, señor de Rosate y Lucca, podestá de Alessandria, que morirá estrangulado.
- Giovanni, arzobispo de Milán y co-señor de Milán junto a su hermano Luchino a la muerte de Azzone, hijo de Galeazzo
- Luchino, co-señor de Milán junto a su hermano Giovanni.
- Stefano, señor de Arona, que se casará con Valentina Doria, hija de Barnabò de Sassello y de Eliana Fieschi de Lavagna; serán los padres de Mateo II, Galeazzo II y Bernabò quienes sucederán a Giovanni
- Agnès, casada con Cecchino della Scala de Verona
- Beatriz, casada con Spinetta Malaspina, marqués de Verrucola (Fivizzano)

| Predecesor: Otón Visconti     | Señor de Milán 1294 - 1302 | Sucesor: Guido della Torre   |
| Predecesor: Guido della Torre | Señor de Milán 1311 - 1322 | Sucesor: Galeazzo I Visconti |